# Bašť
Bašť település Csehországban, a Kelet-prágai járásban. Bašť Klíčany, Bořanovice, Klecany, Líbeznice, Zlonín, Panenské Břežany, Předboj és Sedlec településekkel határos. Lakosainak száma 3062 fő (2024. január 1.).

## Népesség
A település lakosságának változását az alábbi diagram mutatja:
| Lakosok száma | 531  | 646  | 671  | 670  | 614  | 1657 | 2126 | 2696 | 2989 | 3062 |
|               | 1869 | 1900 | 1921 | 1961 | 1980 | 2011 | 2016 | 2019 | 2021 | 2024 |